# Damaszkawiczy
Damaszkawiczy (biał. Дамашкавічы; ros. Домашковичи, Domaszkowiczi) – wieś na Białorusi, w obwodzie witebskim, w rejonie dokszyckim, w sielsowiecie Biehomla. W 2009 roku liczyła 271 mieszkańców.